# Trigonoscelus afghanus
Trigonoscelus afghanus är en skalbaggsart som beskrevs av Rudolph Petrovitz 1963. Trigonoscelus afghanus ingår i släktet Trigonoscelus och familjen Aphodiidae. Inga underarter finns listade i Catalogue of Life.